# 빌 노턴
빌 노턴(Bill Naughton, 본명: 윌리엄 존 프랜시스 노턴, William John Francis Naughton, 1910년 6월 12일 ~ 1992년 1월 9일)은 아일랜드계 영국인 극작가이자 작가이다. 바람둥이 알피라는 작품으로 잘 알려져 있다.

## 생애
1910년 6월 12일 아일랜드의 발리하우니스에서 출생, 어릴 때 영국으로 건너와 랭커셔의 볼턴에서 자라면서 그곳의 세인트 피터 앤드 폴 고등학교에서 공부했다.
작가가 되기 전에는 석탄 배달부, 트럭 운전수 등 갖가지 직업을 가졌고, 처음에는 잡지와 라디오 다큐멘터리 드라마 작가로 시작하여 1960년대 초부터 희곡을 썼다. 그러니까 당시의 신인 작가로 유명했던 존 오즈번, 해럴드 핀터, 조 오튼, 에드워드 본드보다 최소한 스무 살은 더 늙었고, 작품들도 그들에 비해 강렬하거나 거칠지도 않았고, 혁신적인 형식도 아니었으며, 사회에 대한 비판이나 분노도 적었다.
그의 대표작 ＜때가 되면(All in Good Time)＞, ＜바람둥이 알피(Alfie)＞, ＜봄과 포도주(Spring and Port Wine)＞는 모두 버나드 마일스(Bernard Miles, 1907∼1991)가 시작한 런던의 머메이드 극장을 위해 쓴 것인데, 이 극장은 한때 로열 코트 극장이나 시어터 워크숍 극장만큼 유명했던 곳이었다. 이곳을 다시 재건하려는 마일즈의 의도는 슬로언 스퀘어 극장처럼 정치적 과격도 아니고, 조앤 리틀우드(Joan Littlewood, 1914∼2002)처럼 지방색이 강한 것도 아닌, 일반적이고 따뜻하며 솔직한 연극의 발굴이었다. 이 점은 바로 빌 노턴의 특징이었고 ＜바람둥이 알피＞를 통해 1960년대의 도덕 변화를 보여 주며 경종을 울린다.